# Hack (Familienname)
Hack ist ein deutscher, englischer und niederländischer Familienname.

## Namensträger
- Achim Thomas Hack (1967–2025), deutscher Historiker
- Alexander Hack (* 1993), deutscher Fußballspieler
- Anouchka Hack (* 1996), deutsche Cellistin
- Ariturel Hack (* 1989), deutscher Politiker (CDU)
- Christoph Eric Hack (* 1985), österreichischer Schriftsteller und Historiker
- Ernst Hack (1946–1986), österreichischer Ringer
- Franz Hack (1915–1997), deutscher SS-Obersturmbannführer
- Friedrich Wilhelm Hack (um 1885–1949), deutscher Politiker
- Fritz Hack (1917–1991), deutscher Fußballspieler und Trainer
- Georg Hack (* 1950), deutscher Motorrad-Bahnrennfahrer
- Gert Hack (* 1938), deutscher Motorjournalist und Buchautor
- Gustav Hack (1900–1971), österreichischer Politiker (ÖVP), Mitglied des Bundesrates
- Heinrich Hack (1856–1936), deutscher Rektor, Mundartschriftsteller und Karnevalist aus Köln
- Helmut Hack (* 1949), deutscher Unternehmer und Sportfunktionär
- Hermann Josef Hack (* 1956), Künstler und Gründer des Global Brainstorming Project
- Ingrid Hack (* 1964), deutsche Politikerin (SPD)
- Johann Hack (1898–1978), deutscher Politiker (KPD/NSDAP/FDP)
- Johannes Hack (1875–1950), deutscher Lehrer und Heimatforscher
- John Barton Hack (1805–1884), australischer Farmer und Kaufmann
- Karl Hack (Verwaltungsjurist) (1844–1905), deutscher Kommunalbeamter im Elsass
- Karl Hack (Marathonläufer) (1892–1954), österreichischer Olympiateilnehmer 1912
- Katharina Hack (* 1994), deutsche Pianistin
- Kerstin Hack (* 1967), deutsche Autorin, Verlegerin und Referentin
- Manuela Hack (* 1965), österreichische Politikerin (ÖVP)
- Margherita Hack (1922–2013), italienische Astrophysikerin und Wissenschaftsjournalistin
- Matthias Hack (* 1977), österreichischer Schauspieler und Sprecher
- Olivia Hack (* 1983), US-amerikanische Synchronsprecherin und Schauspielerin
- Robin Hack (* 1998), deutscher Fußballspieler
- Sabine Hack (* 1969), deutsche Tennisspielerin
- Severin Hack (1809–1893), deutscher Bierbrauereibesitzer und Politiker
- Shelley Hack (* 1947), US-amerikanische Schauspielerin und Filmproduzentin
- Theophil Friedrich von Hack (1843–1911), Oberbürgermeister von Stuttgart (1872–1892)
- Tobias Hack (* 1973), deutscher Theologe
- Wilhelm Hack (1899–1985), deutscher Kunstsammler
- Wilhelm Hack (Mediziner) (1851–1887), deutscher Mediziner
- Wilhelm Hack (Pädagoge) (1885-), deutscher Lehrer